# Frauenstein
Frauenstein je občina s 3555 prebivalci (stanje 1. januarja 2023 ) v okraju Šentvid ob Glini na Koroškem.

## Geografija
Občina Frauenstein leži neposredno severozahodno od mesta Šentvid ob Glini v hriboviti pokrajini na osrednjem Koroškem. Območje občine pokrivajo v večjem delu Vimiške gore in predstavlja značilno gozdnato hribovito in nizkogorsko pokrajino. Južno od občinskega glavnega kraja Kraiga leži Kraigersko jezero. Od tam leži približno 4 km proti jugozahodu, za Kulmom (873 m) gradu Frauenstein, po katerem ima ime tudi občina.

### Struktura občine
Občina Frauenstein je razdeljena na osem katastrskih občin (Dörfl, Graßdorf, Kraig, Leiten, Obermühlbach, Pfannhof, Steinbichl in Schaumboden). Območje občine obsega naslednjih 52 mest (v oklepaju število prebivalcev 1. januar 2023):
- Äußere Wimitz (13)
- Beißendorf (19)
- Breitenstein (25)
- Dörfl (4)
- Dornhof (120)
- Dreifaltigkeit (11)
- Eggen (35)
- Fachau (51)
- Föbing (11)
- Frauenstein (6)
- Gassing (76)
- Graßdorf (193)
- Grassen (12) skupaj z Einöd-om
- Gray (16)
- Grua (4)
- Hammergraben (15)
- Hintnausdorf (71)
- Höffern (16)
- Hörzenbrunn (2)
- Hunnenbrunn (359)
- Innere Wimitz (35)
- Kraig (626)
- Kraindorf (14)
- Kreuth (16)
- Laggen (9)
- Leiten (24)
- Lorenziberg (2)
- Mailsberg (1)
- Mellach (35)
- Nußberg (29)
- Obermühlbach (123)
- Pfannhof (17)
- Pörlinghof (135)
- Predl (30)
- Puppitsch (45)
- Sand (134)
- Schaumboden (107)
- Seebichl (17)
- Siebenaich (2)
- Stammerdorf (21)
- Steinbichl (87)
- Steinbrücken (5)
- Stromberg (63)
- Tratschweg ({49)
- Treffelsdorf (133)
- Überfeld (464)
- Weidenau (3)
- Wimitz (34)
- Wimitzstein (5)
- Zedl bei Kraig (7)
- Zensweg (201)
- Zwein (23)

O obliki imena Ženji kamen:
Niti v zgodovinskih uradnih dvojezičnih krajevnih imenikih habsburške monarhije, ki so zapisale celotno Koroško s dvojezičnimi krajevnimi imeni, se ne najde slovenske inačice Ženji kamen za nemško Frauenstein.  
Sam Pavel Zdovc ne vključuje slovenske inačice Ženji kamen v splošni slovensko-nemški in tudi ne v nemško-slovenski spis živih krajevnih imen.

## Zgodovina
Kraig je bil prvič omenjen v listini leta 1091, grad Frauenstein pa leta 1197. Poleg dominantnega mejnika so na današnjem občinskem območju še drugi gradovi in palače, ki so bile pomembne za razvoj srednjeveške prestolnice Šentvida, npr. sedež Spanheimov, grad Freiberg ali gradovi Kraig, kjer so prebivali vojvodski oskrbniki, pa tudi gradova Nussberg in Schaumburg.
Do revolucije leta 1848 je današnje občinsko območje pripadalo gospostvom Kraigerberg in Nußberg. V letih 1849/1850 so iz obstoječih katastrskih občin nastale krajevne občine Schaumboden, Obermühlbach in Pfannhof, ki je prenehala veljati leta 1899, ko je bila razdeljena na občini Kraig in Meiselding. Leta 1973 je bila današnja občina Ženji kamen ("Frauenstein") ustanovljena iz občin Kraig, Obermühlbach in Schaumboden ter delov občine Pisweg in Šentjurij ob Dolgem jezeru ("Sankt Georgen am Längensee").

### Državljanstvo, jezik, vera
Občina Ženji kamen ("Frauenstein") je imela lata 2001 3.528 prebivalcev, od katerih jih je bilo 96,3 % z avstrijskim državljanstvom, 96 % se je opredelilo za nemščino, in 0,8 % za slovenščina kot pogovorni jezik.
Podana verska pripadnost je bila 83,4 % rimskokatoliška, 6,6 % protestantska, 1,4 % islamska, 7.3 % popisanih pa je bilo brez verskega prepričanja.

## Kultura in znamenitosti
Na hribih občine se nahajajo številni dvorci in gradovi (večinoma so danes grajske ruševine), ki so v srednjem veku služile kot utrdbe takratnemu rezidenčnemu koroškemu mestu Šentvid.

### Gradovi
- Frauenstein
- Dornhof
- Hunnenbrunn
- Pörlinghof
- Wimitzstein

### Ruševine
- Gradova Kraig (Hochkraig in Niederkraig)
- grad Nussberg
- grad Freiberg
- Pfannhof
- grad Schaumburg

### Galerija slik gradov in dvorcev
- Ruševine gradu Hochkraig (Gornjega Kraiga)
- Ruševine gradu Niederkraig (Spodnjega Kraiga)
- Ruševine obeh Kraigerskih gradov
- Valvasorjeva upodobitev gradu Spodnji Kraig z ruševinami Zgornjega Kraiga
- Ruševine gradu Spodnji Kraig z grajsko kapelo Janeza Nepomuka
- Grad Frauenstein
- Grad Frauenstein – pogled proti SZ
- Ruševine gradu Nussberg
- Ruševine gradu Freiberg
- Dvorec Dornhof
- Dvorec Pörlinghof
- Dvorec Hunnenbrunn
- Pristava dvorca Hunnenbrunn

### Cerkve
- Evangeličanska cerkev Eggen
- Lorenziberška podružnična cerkev na Lorenzibergu
- Katoliška podružnična cerkev sv. Oswald, Nussberg
- Katoliška župnijska cerkev Obermühlbach sv. Jurija
- Proštijeva pisarna v Kraigu
- Župnijska cerkev Steinbichl St Miklavža
- Romarska cerkev sv. Trojica z grobnico Arthurja Lemischa, koroškega deželnega glavarja 1927–1931.

## Gospodarstvo in infrastruktura

### Gospodarski sektorji
Občino zaznamujeta kmetijstvo in gozdarstvo. Od 163 podjetij v letu 2010 je bilo 112 podjetij s krajšim delovnim časom. V predelovalnih dejavnostih se je število obratov od leta 2001 do leta 2011 povečalo, tako v proizvodnji blaga kot v gradbeništvu. Kljub temu se je število zaposlenih v blagovni dejavnosti zmanjšalo za več kot petdeset odstotkov. Močno se je povečalo število zaposlenih v storitvenem sektorju trgovine, nastanitve in gostinstva ter strokovnih storitev.   
| Gospodarski sektor          | Število podjetij | Število podjetij | Število podjetij | zaposlenih ljudi | zaposlenih ljudi | zaposlenih ljudi |
| Gospodarski sektor          | 2021             | 2011             | 2001             | 2021             | 2011             | 2001             |
| --------------------------- | ---------------- | ---------------- | ---------------- | ---------------- | ---------------- | ---------------- |
| Kmetijstvo in gozdarstvo 1) | 91               | 163              | 180              | 107              | 121              | 111              |
| proizvodnja                 | 29               | 26               | 16               | 200              | 188              | 233              |
| storitev                    | 284              | 191              | 64               | 490              | 272              | 163              |

### Grb
Grb občine Ženji kamen prikazuje »zlati grad Frauenstein v modri barvi na zlatem Dreibergu, heraldično rahlo stiliziran, odprtine črne« . Dreiberg, na katerem je v grbu južno pročelje istoimenskega gradu, dejansko ne obstaja. Simbolizira tri stare občine Kraig, Obermühlbach in Schaumboden, iz katerih je nastala današnja občina.
Grb in zastavo je občina sprejela 26. februarja 1982. Zastava je modro-rumena z vdelanim grbom. 